# Hydroides dianthus
Hydroides dianthus är en ringmaskart som först beskrevs av Addison Emery Verrill 1873.  Hydroides dianthus ingår i släktet Hydroides och familjen Serpulidae. Arten har ej påträffats i Sverige. Inga underarter finns listade i Catalogue of Life.